# Ludvig Theodor Almqvist
Ludvig Theodor Almqvist, född 4 januari 1818 i Gränna, död 26 augusti 1884 på Algö gård på Selaön, var en svensk ämbetsman och politiker. Han var son till kyrkoherden Sven Johan Almqvist.

## Biografi
Almqvist blev 1835 student vid Uppsala universitet, 1846 assessor i Svea hovrätt, 1848 revisionssekreterare, 1853 häradshövding i Öster- och Västerrekarne, Daga, Åkers och Selebo härads domsaga och utsågs 1854 till justitieombudsmannens suppleant. 1856 köpte han gården Algö i Överselö.
Almqvist var civilminister i Louis De Geers första ministär 1856–1860 och ledamot av första kammaren 1867–1869, där han var vice talman 1867. Den 2 november 1860 tog Almqvist plats som ledamot i Högsta domstolen, blev 1867 president i Svea hovrätt och 1868 juris doktor; 1870 åter ledamot av högsta domstolen. Han var justitieminister i Louis De Geers andra ministär 1879–1880.
Almqvist blev 1857 hedersledamot av Lantbruksakademien och 1882 serafimerriddare. Han blev kommendör med stora korset av Nordstjärneorden 5 maj 1860, samt var kommendör av storkorset av Sankt Olavs Orden.
Han var sedan 1851 gift med Sophie Antoinette Eugénie Björkman. Ludvig och Eugénie fick sex barn, två flickor och fyra pojkar. Hans dotter Carolina "Lina" Almqvist (1852–1930) gifte sig med den senare statsministern Erik Gustaf Boström. Den andra dottern Clara dog endast 10 månader gammal år 1854 och ligger begravd vid Ytterselö kyrka. Sonen Sven Almqvist (1855–1910) gifte sig med Anna Björkman (dotter till Axel Björkman och Marie Norlin), sonen Robert Magnus Almqvist blev 80 år (1857–1938) och avled i Herrnhut i Sachsen. Han var en grundarna av Almqvist & Wiksell och far till Sven Almqvist. Sonen Carl Ludvig Almqvist (1860–1920) var gift med Eva Häggström (1878–1962) och paret tog över gården Algö. Ludvig och Eugénie hade även sonen Knut Almqvist (1863–1937). Ludvig Theodor Almqvists bror Johan Magnus Almqvist var teolog och politiker, bland annat som riksdagsman för prästeståndet.

### Fotnoter
1. 1 2 3 4 5 6 7  Ludvig T Almqvist, Svenskt biografiskt lexikon, Svenskt Biografiskt Lexikon-ID: 5712, läs online.[källa från Wikidata]
2. 1 2 3 4 5 6 7 8 9 10 11 12 13 14  Tvåkammar-riksdagen 1867–1970, vol. 1, 1985, s. 218, Svenskt porträttarkiv: sj9PGLAlnmUAAAAAABgeqw, läst: 2 februari 2022.[källa från Wikidata]
3. ↑  Gränna kyrkoarkiv, Födelse- och dopböcker, SE/VALA/00106/C/8 (1806-1830), bildid: C0021653_00131, sida 246, födelse- och dopbok, läs onlineläs online, läst: 2 februari 2022.[källa från Wikidata]
4. 1 2 3 4 5 6 7 8  Nils Bohman (red.), 2. Almqvist, Ludvig Theodor, Svenska män och kvinnor : biografisk uppslagsbok. 1 A-B, vol. 1, Albert Bonniers Förlag, 1942, s. 69, läs onlineläs online, läst: 6 februari 2025.[källa från Wikidata]
5. 1 2 3 4 5  Ludvig T Almqvist, Svenskt biografiskt lexikon, Svenskt Biografiskt Lexikon-ID: 5712, läs online, läst: 19 juni 2020.[källa från Wikidata]
6. ↑  Register till Riksdagens protokoll med bihang för tiden från och med år 1867 till och med år 1899. Bd 1, Personregister, 1899, s. 8, läs onlineläs online, läst: 27 april 2022.[källa från Wikidata]
7. ↑  Vem var det?, 1944, s. 239, läs onlineläs online, läst: 4 februari 2022, ”RIKSDAGENS FÖRSTA KAMMARE... Vice talmän. Almqvist, Ludvig 1867”.[källa från Wikidata]
8. ↑  Sveriges och Norges stats-kalender för år 1869, [Bihang : utdrag ur Norges statskalender], utgifven efter Kongl. Maj:ts nådigste förordnande af Dess Wetenskaps-Akademi, P. A. Norstedt & Söner, Stockholm 1868 s. 525